# Don Felder
Don Felder (* 21. září 1947, Gainesville, Florida, USA) je americký kytarista a zpěvák. Svou první skupinu s názvem The Continentals založil ve svých patnácti letech, jedním z jeho spoluhráčů zde byl Stephen Stills. Později působil v několika skupinách a v roce 1974 se stal členem Eagles. Se skupinou hrál až do jejího rozpadu v roce 1980. V roce 1994 byla obnovena a Felder s ní vystupoval až do roku 2001. Právě tehdy byl ze skupiny vyhozen, přičemž později se s ostatními členy soudil. Své první sólové album nazvané Airborne vydal v roce 1983. Druhé Road to Forever následovalo o devětadvacet let později.